# Aspergillose
 Mise en garde médicale
Une aspergillose est une infection fongique, causée par certaines formes de champignons pathogènes du genre Aspergillus. Le germe le plus fréquent est Aspergillus fumigatus. Il existe toute une gamme d'infections causée par le champignon, les plus répandues étant l'aspergillose bronchopulmonaire allergique, l'aspergillome et l'aspergillose invasive. L'aspergillose se développe principalement chez les personnes immunodéprimées. Les formes invasives sont une cause fréquente de mortalité chez les patients neutropéniques immunodéprimés. C'est l'une des principales infections fongiques humaines dans le monde.  

## Causes
Les espèces du genre Aspergillus sont des champignons saprophytes, très répandus dans la nature et inhalés quotidiennement par la plupart des humains. Ils sont ainsi présents dans les cavités naturelles accessibles aux poussières (arbre bronchopulmonaire en premier, conduits auditifs externes parfois), sans exprimer de pouvoir néfaste.
Les champignons Aspergillus peuvent acquérir un pouvoir pathogène pour déterminer des affections (aspergilloses) assez rares mais bien individualisées. C'est notamment le cas lorsqu'elles se développent chez une personne immunodéprimée.
On connaît comme agents responsables d'aspergilloses : Aspergillus fumigatus, Aspergillus flavus, Aspergillus nidulans, Aspergillus versicolor, Aspergillus niger et Aspergillus terreus.

## Terrain

### Chez l'humain
Les aspergilloses concernent principalement les personnes immunodéprimées, et sont alors une infection opportuniste. Les causes de l'immunodépression sont variables : infection par le VIH, aplasie liée à une chimiothérapie ou une leucémie aiguë, traitement immunosuppresseur à la suite d'une greffe d'organe, voire déficits immunitaires congénitaux. La neutropénie est le principal facteur de risque d'infection grave, dite invasive.

### Chez les autres animaux
Les animaux sont eux aussi susceptibles de développer des aspergilloses, en particulier les bovins, les chevaux, les chats et les chiens. Chez le cheval, elle se loge préférentiellement dans les poches gutturales, organe spécifique à cette espèce. Elle peut être à l'origine d'hémorragies fatales et de troubles nerveux (dysphagie) en raison de la proximité de structures vasculaires et nerveuses importantes. Le diagnostic se réalise habituellement à l'aide d'un examen endoscopique. Les chiens au museau long peuvent ainsi présenter des sinusites aspergillaires. Certains oiseaux, notamment les perroquets, peuvent développer des formes diffuses.

## Différents types d'infections

### Formes invasives
Il existe deux types d'aspergilloses : l'invasive et la non invasive. La plus grave est la forme invasive. Dans ce cas, le champignon peut envahir le parenchyme pulmonaire. Il diffuse alors dans les organes et entraîne un risque de lésion artérielle. S'ensuit alors un risque d'ischémie, de nécrose et enfin de destruction du parenchyme pulmonaire.
L'étude menée en 2000 par l'Agence nationale d'accréditation et d'évaluation en santé (ANAES) et la Société française d'hygiène hospitalière (SFHH) reconnaît deux principaux facteurs de risque de survenue d'une aspergillose invasive en contexte hospitalier : l'état d'immunodéficience de l'hôte d'une part, l'existence de facteurs exogènes liées à l'environnement d'autre part. Parmi ces derniers, la réalisation de travaux sur le site d'hospitalisation constitue une augmentation importante des risques. Les travaux de gros œuvre — terrassement, construction, démolition — mais également les petits travaux d'entretien multiplient par un facteur 1 000 les concentrations aériennes de spores d'Aspergillus fumigatus, flavus et niger, de manière brève et brutale.

### Formes non invasives
Les aspergilloses non invasives correspondent à la prolifération localisée du champignon, sans infection diffuse. Les plus courantes sont l'aspergillome et la sinusite aspergillaire. Cette dernière est toutefois susceptible d'évoluer en forme invasive.

## Présentation clinique
Le spectre clinique des aspergilloses est très large, aussi bien en gravité qu'en site atteint.
Les signes cliniques dépendent du type d'infection et de sa localisation. Le poumon est cependant le site principal des infections à Aspergillus.

### Aspergillose pulmonaire
On distingue trois grands types d'aspergilloses pulmonaires, de gravité variable : l'aspergillose pulmonaire invasive, l'aspergillome et l'aspergillose bronchopulmonaire allergique.
L'aspergillose pulmonaire invasive est une infection diffuse par Aspergillus, à partir du poumon, et qui concerne principalement les patients immunodéprimés neutropéniques. Il s'agit d'une infection grave, qui est la deuxième cause de mortalité hospitalière par champignon. Les signes respiratoires sont au premier plan, avec un syndrome de détresse respiratoire aiguë, mais le caractère diffus de l'infection se manifeste souvent par une septicémie à Aspergillus. Le champignon, relargué dans la circulation sanguine, est alors libre d'atteindre d'autres organes.
Au contraire, un aspergillome est une infection strictement locale causée par la colonisation d'une cavité par un champignon du genre Aspergillus, le plus souvent Aspergillus fumigatus. Il s'agit d'une complication fréquente des cavernes tuberculeuses, qui sont elles-mêmes la première séquelle de la tuberculose pulmonaire. On estime que, chaque année, plus de 370 000 personnes dans le monde développent ainsi un aspergillome. Divers niveaux de gravité sont reconnus, allant du nodule asymptomatique à la destruction du poumon. Le principal signe clinique est des crachats sanglants.
Enfin, l'aspergillose bronchopulmonaire allergique est une maladie allergique du poumon faisant suite à une colonisation ou une infection par Aspergillus. En raison de la réaction allergique caractérisant la maladie, des symptômes semblables à ceux de l'asthme se mettent en place, accompagnés d'une bronchite.

### Autres localisations
L'aspergillose peut aussi toucher la peau. L'aspergillose cutanée se développe par inoculation directe ou par métastase septique, dans le cadre d'une aspergillose invasive disséminée au point de départ le plus souvent respiratoire. Elle prend l'aspect de nodules fermes, de plaques érythémateuses ou de maculopapules. De même, une sinusite aspergillaire peut se développer soit par inhalation des spores, soit par contamination hématogène.
L'aspergillose peut être aussi cérébrale, chez les immunodéprimés ou après contamination locale (rachianesthésie par exemple), se manifestant par une méningite ou une encéphalite. La mortalité dépasse alors un quart des patients.

## Diagnostic mycologique

### Identification du germe
L'identification de la souche d'Aspergillus en cause peut être réalisée de diverses manières. La recherche du germe sur des prélèvements de crachats est souvent peu informative, en raison de la grande abondance des spores dans l'air qui contaminent le prélèvement. En revanche, son identification sur un prélèvement réalisé en fibroscopie bronchique est beaucoup plus spécifique ; l'examen direct recherche des filaments mycéliens et la culture recherche la souche elle-même. La détection moléculaire par PCR est plus sensible que la culture simple. Le taux de galactomannane et de 1,3-β-D-glucane peut être élevé dans le sang, et également dans le liquide cérébrospinal en cas d'atteinte cérébrale,. Le western blot peut être utilisé
Au plan immunologique, l'antigène d'A. fumigatus peut être recherché dans les crachats, de même que le galactomannane, un sucre complexe produit par le champignon. Leur présence dans le sang, recherchée par une sérologie, est essentielle au diagnostic,,. Elle permet de différencier une infection récente d'une infection ancienne, mais aussi de différencier une simple colonisation bronchique d'une véritable infection,. En cas de doute diagnostic, sa négativité permet d'exclure un aspergillome.

### Résistance aux antifongiques
Une fois la souche identifiée en culture, il est recommandé de tester sa sensibilité aux différents traitements antifongiques. Il peut exister plusieurs souches différentes chez un même patient, avec des sensibilités différentes aux antifongiques.
L'émergence de résistances des Aspergillus aux antifongiques est un phénomène amorcé à la fin des années 1990 ; le premier cas publié dans la littérature médicale date de 1997. Aux Pays-Bas, le taux de résistance est passé de 2,5 % en 2000 à 4,9 % en 2002 et 6,6 % en 2004 pour atteindre 10 % en 2009. La répartition géographique des résistances est hétérogène et concerne surtout l'Europe de l'Ouest et la Scandinavie. Les résistances concernent principalement les triazoles, qui sont la classe d'antifongiques recommandée en première intention. 
Initialement, les résistances n'existaient pas d'emblée et apparaissaient au cours du traitement. Toutefois, depuis 2008, des cas de résistance chez des patients n'ayant jamais reçus d'antifongiques ont été décrits, traduisant une diffusion des résistances dans le réservoir sauvage d'Aspergillus fumigatus.
La résistance est liée principalement à une mutation dans la protéine ciblée par les triazoles, qui sont les antifongiques les plus prescrits dans les infections aspergillaires. Cette protéine-cible est une enzyme, appelée la lanostérol 14α-déméthylase, et codée par le gène cyp51A. Les souches résistantes le sont donc généralement à plusieurs triazoles à la fois. Depuis 2010, d'autres mécanismes de résistance sont également apparus.
L'apparition des résistances est préoccupante à plusieurs titres. Peu d'antifongiques sont disponibles, et les résistances limitent les options thérapeutiques. Enfin, les résistances concernent les triazoles, qui sont les seules molécules disponibles par voie orale. Cependant, le risque de diffusion mondiale des résistances est faible.

## Traitement
La prise en charge a fait l'objet de la publication de recommandations par l'« Infectious Diseases Society of America » publiées en 2008.
Le traitement peut comporter :
- le voriconazole en intraveineuse puis relais oral dès que possible,
- les dérivés lipidiques d'amphotéricine B liposomale IV en seconde intention,
- le caspofungine et le posaconazole en seconde intention.

## Recherche
Elle vise à mieux comprendre pour mieux les combattre les processus d'infection mortelle. Les progrès de la microscopie et des biotechnologies devraient permettre de nouvelles approches thérapeutiques et des médicaments plus efficaces. Les chercheurs font maintenant appel à la génomique, aux analyses transcriptomiques, protéomiques et metabolomiques. Certains instituts de recherche (exemple : l’Institut Hans-Knöll de Iéna en Allemagne) se sont spécialisés dans l'étude de ces champignons pathogènes et cherchent des médicaments plus efficace ou des techniques de renforcement de l'immunité humaine (ou animale dans le domaine vétérinaire).

#### Articles généraux
- (en) Jean-Paul Latgé, « Aspergillus fumigatus and Aspergillosis », Clinical Microbiology Reviews, American Society for Microbiology, vol. 12,‎ 1er avril 1999, p. 310-350 (ISSN 0893-8512, lire en ligne).

- (en) Chris Kosmidis et David W. Denning, « The clinical spectrum of pulmonary aspergillosis », Thorax, BMJ, vol. 70, no 3,‎ 29 octobre 2014, p. 270-277 (ISSN 0040-6376, DOI 10.1136/thoraxjnl-2014-206291, lire en ligne).

#### Recommandations
- (en) D. A. Stevens, V. L. Kan, M. A. Judson, V. A. Morrison, S. Dummer, D. W. Denning, J. E. Bennett, T. J. Walsh, T. F. Patterson et G. A. Pankey, « Practice Guidelines for Diseases Caused by Aspergillus », Clinical Infectious Diseases, Oxford University Press (OUP), vol. 30, no 4,‎ 1er avril 2000, p. 696-709 (ISSN 1058-4838, DOI 10.1086/313756, lire en ligne).

- (en) Thomas J. Walsh, Elias J. Anaissie, David W. Denning, Raoul Herbrecht, Dimitrios P. Kontoyiannis, Kieren A. Marr, Vicki A. Morrison, Brahm H. Segal, William J. Steinbach, David A. Stevens, Jo Anne van Burik, John R. Wingard et Thomas F. Patterson, « Treatment of Aspergillosis: Clinical Practice Guidelines of the Infectious Diseases Society of America », Clinical Infectious Diseases, Oxford University Press (OUP), vol. 46, no 3,‎ février 2008, p. 327-360 (ISSN 1058-4838, DOI 10.1086/525258, lire en ligne).